# Agrokomerc
Agrokomerc je prehrambeno poduzeće sa sjedištem u Velikoj Kladuši. Poduzeće je postalo svjetski poznato kasnih 1980-ih zbog korupcijskoga skandala poznatog kao Afera Agrokomerc.

## Povijest
Agrokomerc se nalazi na prostoru koji je bio stavljen u ekonomsku blokadu od strane KPJ-a neposredno nakon Drugog svjetskog rata. U to vrijeme poduzeće se sastojalo od farme, koja se nalazila odmah preko granice, u Hrvatskoj. Sedamdesetih godina, s novim predsjednikom Fikretom Abdićem, Agrokomerc je počeo rasti surađujući s poljoprivrednicima u okolnim područjima, gradeći farmu pilića i osiguravajući radna mjesta za tisuće nezaposlenih ljudi u široj okolici, koji bi se inače odselili.
Ubrzo nakon toga Agrokomerc je postao glavna tema u svim aspektima lokalnog života. Pozitivnim utjecajem na zaposlenost i javnost, Agrokomerc je doveo do toga, da je okolica Velika Kladuše postala jedno od naprednijih područja u tadašnjoj Jugoslaviji. Vlastitim sredstvima Agrokomerc je izgradio ceste i u krajnjim dijelovima regije, uveo vodu u gotovo svaku kuću, uložio u školski sustav da bi dobio visokoobrazovane radnike. 
Tijekom rata, poduzeće se kratkotrajno nalazilo u Republici Zapadnoj Bosni, samoproglašenoj i nepriznatoj de facto državi, u sjeverozapadnom dijelu BiH. Poslije rata, poduzeće je prešlo u vlasništvo FBiH.